# Ceanu Mare
Ceanu Mare est une commune du nord-ouest de la Roumanie, dans le județ de Cluj, en Transylvanie.
Le village est connu en Allemagne depuis que la famille Schröder a découvert que le père du chancelier Gerhard Schröder a été enterré là dans une fosse commune en 1944. Le lieutenant Fritz Schröder était soldat dans l'armée allemande pendant la Seconde Guerre mondiale et est mort à 32 ans près de la ville de Turda (Thorenburg en allemand) le 4 octobre 1944 sans avoir vu Gerhard, son fils nouveau-né.